# Amazohoughia flavipes
Amazohoughia flavipes är en tvåvingeart som beskrevs av Thompson 1964. Amazohoughia flavipes ingår i släktet Amazohoughia och familjen parasitflugor. Inga underarter finns listade i Catalogue of Life.